# Aulacoderus spinithorax
Aulacoderus spinithorax es una especie de coleóptero de la familia Anthicidae.

## Distribución geográfica
Habita en  Transvaal en (Sudáfrica).